# Argidia subvelata
Argidia subvelata là một loài bướm đêm trong họ Noctuidae.